# Festung Mark

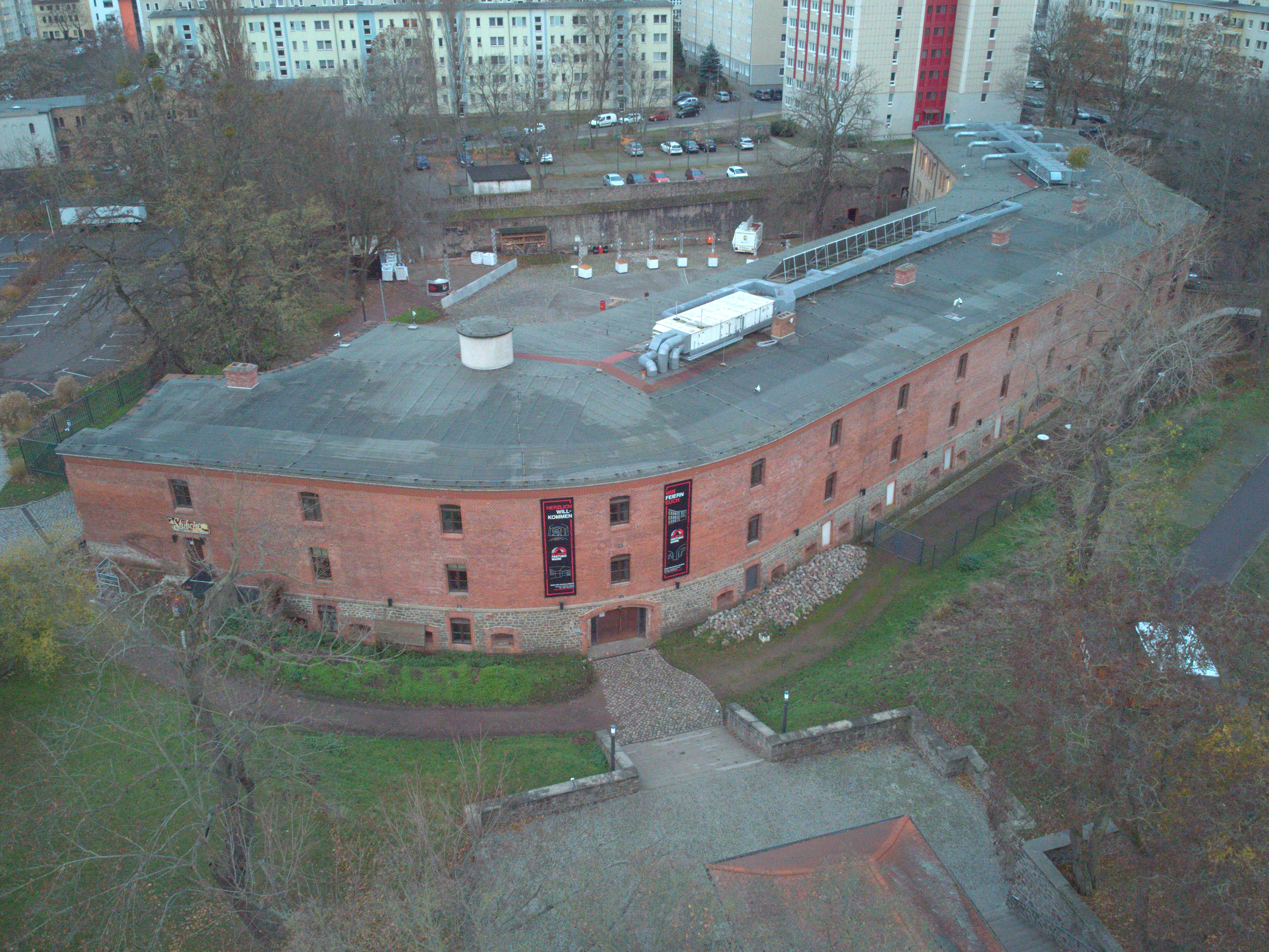
Die Außenansicht der Festung Mark im Luftbild

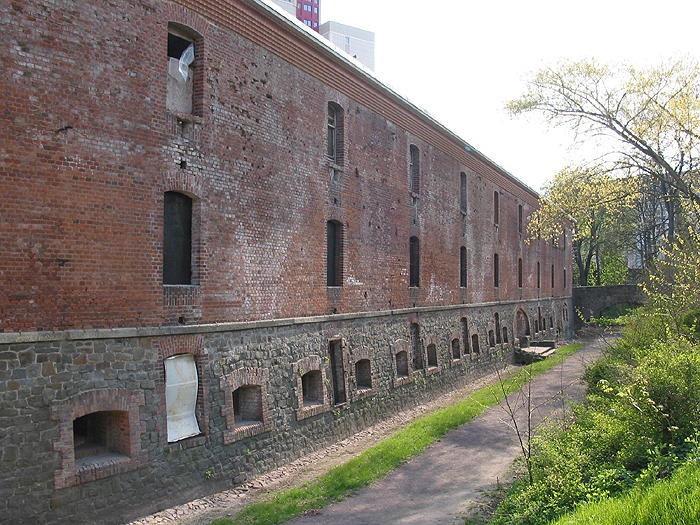
Außenansicht

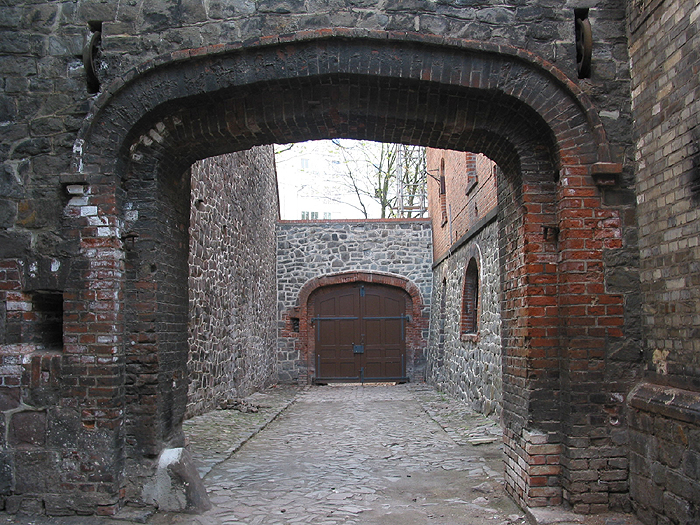
Ehemaliges Ausfalltor, heutiger Zugang zur Festung

Die Festung Mark, früher als Kaserne Mark bezeichnet, ist eine ehemalige „Defensivkaserne“ der Festung Magdeburg. Heute wird sie als Zentrum für Kulturveranstaltungen in Magdeburg genutzt. Das Gebäude ist heute unter Denkmalschutz gestellt. Auf Grund der wenigen erhaltenen Defensionskasernen in Deutschland hat die Festung Mark eine überregionale Bedeutung für die Geschichte des Militärbauwesens im 19. Jahrhundert.

## Geschichte
In den Jahren 1863 bis 1865 entstand die Defensionskaserne Mark für das 26. Infaterie-Regiemant. Als letztes stadtseitiges Hindernis diente sie der Verteidigung der Stadt. Sie entstand in der letzten Ausbauphase der Festung Magdeburg. In ihr waren bis zu 800 Soldaten untergebracht. In militärischer Nutzung blieb es bis zum Ende des Ersten Weltkriegs.

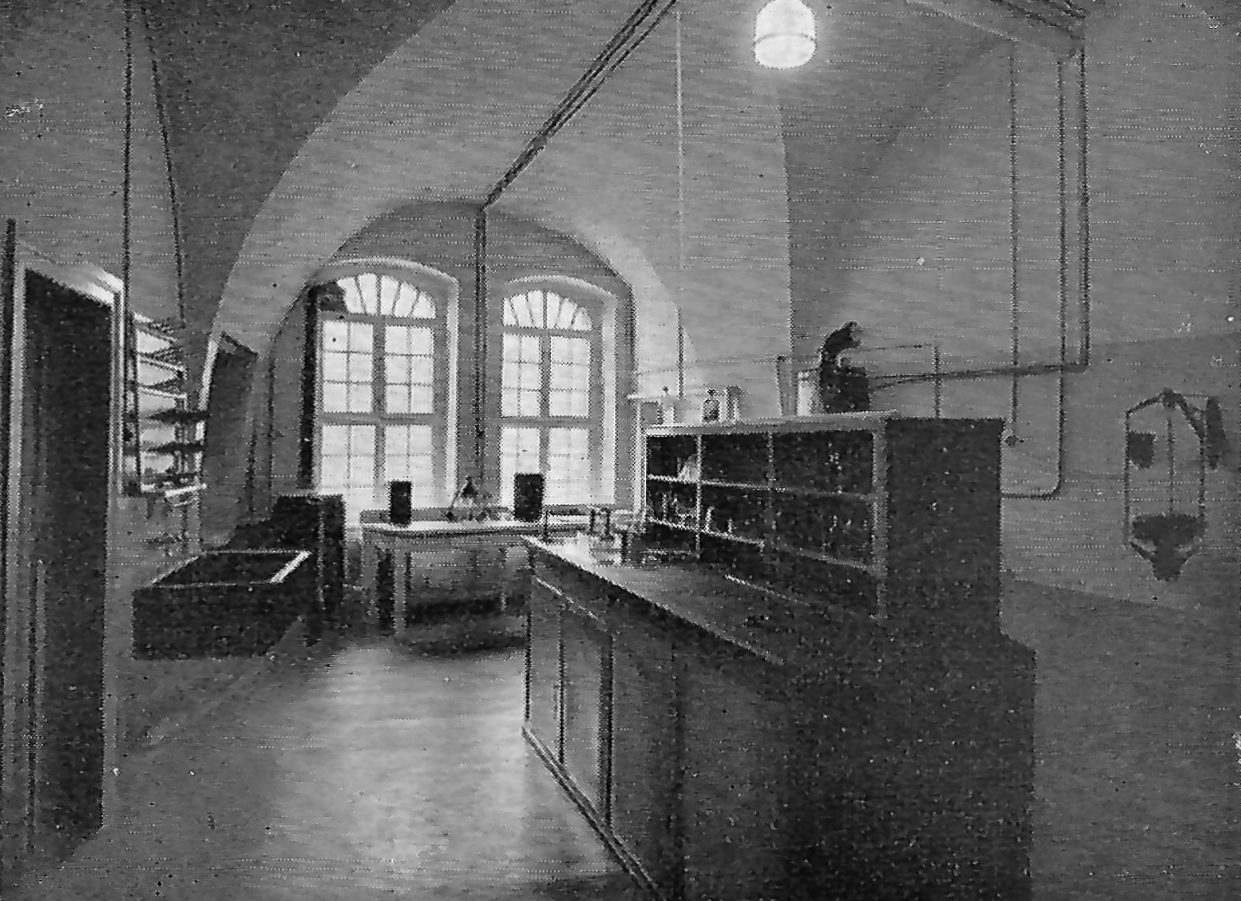
Laboratorium der 1927 in der Festung untergebrachten Tuberkulosefürsorgestelle

Die Kaserne Mark diente während der Gründungsphase der Weimarer Republik als Arbeitsamt. Während des Umbaus wurden an der Nordseite des Gebäudes, nach den Plänen des Architekten Thürmer und des Magistratsbaurates Berner, drei neue Zugänge mit Treppen und Brücken angelegt, wovon heute noch zwei erhalten sind. Mehrere soziale Einrichtungen wurden hier ab Mitte der 1920er Jahre untergebracht, u. a. gegen Ende der 1920er Jahre das städtische Gesundheitsamt.
Für circa 600 italienische Arbeitskräfte wurde die Kaserne Mark während des Zweiten Weltkrieges zur Wohnstätte. Diese arbeiteten in der Friedrich Krupp AG Grusonwerk Magdeburgs. Durch Bombentreffer des Luftangriffes im Januar 1945 erlitten die Gebäude zum Teil erhebliche Schäden. Die Reste des Ostflügels wurden nach Ende des Zweiten Weltkrieges abgetragen.
Ab 1947 zogen erste Klein- und Handwerkerbetriebe in den westlichen, unzerstörten Teil des Gebäudes ein. Später folgten u. a. eine Bürstenfabrik und eine Korbflechterei. Bereits 1987 entstand die Idee, die Kaserne Mark in ein studentisches Kulturzentrum umzuwandeln. Durch die politische Wende 1989/90 wurden diese Pläne fallen gelassen. Die Gewerke verließen die Kaserne.
In den 1990er Jahren wurde mehrfach der Versuch unternommen, die „Kaserne Mark“ umzunutzen oder an Investoren zu veräußern. Alle Anstrengungen scheiterten. Am 17. September 2001 hob der Stadtrat den Beschluss zum Verkauf der Liegenschaft wieder auf. Zeitgleich legte die KulturSzeneMagdeburg e. V. dem Stadtrat ein Konzept für die Umwandlung zur „KulturFestung für Magdeburg“ vor. Bereits Ende des Jahres begannen erste Aufräumarbeiten, die in den Folgejahren fortgesetzt wurden.

## Heutige Nutzung
Seit 2001 ist der KulturSzeneMagdeburg e. V. Träger der Initiative Kaserne Mark – Die Kulturfestung für Magdeburg. In Zusammenarbeit mit Vertretern von Stadt, Universität, Hochschulen, Studentenwerk, regionaler Wirtschaft und Kulturanbietern wird der weitere Ausbau und die Sanierung der Anlage betrieben.
Seit 2002 wird die Festung Mark für Kulturveranstaltungen genutzt. Dazu zählen die mehrmals im Jahr stattfindenden Führungen, jährlich stattfindende Festivals sowie Konzerte, Hochzeiten, Ausstellungen, Theatervorstellungen u. ä. 
Zur Koordinierung dieser Aufgaben ist der KulturSzeneMagdeburg e. V. in der gemeinnützigen KulturStiftung FestungMark über deren Stiftungsvorstand vertreten.

## Bauwerk

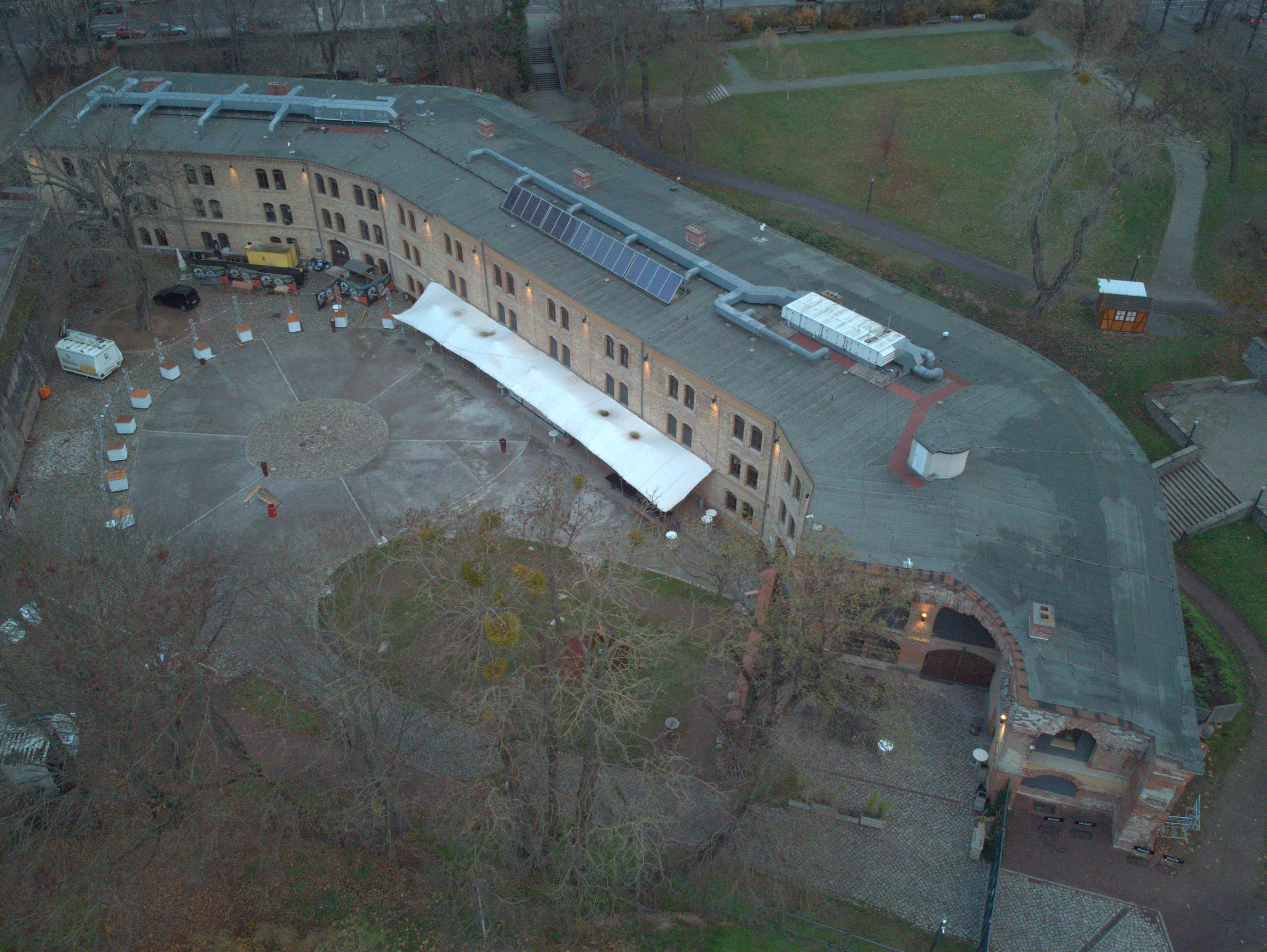
Hofseite im Luftbild

Die Kaserne Mark verfügte über einen vierflügeligem, stumpfwinkligen gebogenen Grundriss. Die ursprüngliche Fassadenlänge war ca. 180 m, wovon die 50 m des Ostflügels nach dem Zweiten Weltkrieg abgerissen wurden. Von den zur Kaserne gehörenden Mauern sind noch Reste an der Südseite erhalten. Die Nordseite, Feldseite, des dreistöckigen Kasernengebäudes wurde aus roten Ziegeln und Bruchsteinen errichtet, die Südseite zur Stadt aus gelben Ziegeln. In der Nordseite befanden sich die gewölbten Geschützkorridore und die Schieß- und Geschützscharten, die heute durch große Fenster ersetzt wurden. Die beiden Eingänge an der Nordseite entstanden erst nachträglich. Auf der Seite zum Innenhof befanden sich die Mannschaftsstuben und die Funktionsräume. Das Dachgewölbe war ursprünglich mit einer 1 m dicken Erdschicht gegen Granateinschläge bedeckt. Zwischen der Kaserne und der Stadtmauer auf der Westseite befand sich ein doppeltes Ausfalltor. In der nördlich gelegenen Parkanlage befindet sich ein verputzter quadratischer Pfeiler mit einem Zinnenkranz. Dieser ist ein Überrest einer Toranlage und wurde nach dem Abriss der Toranlage an diesen Standpunkt versetzt.